# Salome Moana
Salome Moana Schnyder (* 1994 in Solothurn) ist eine Schweizer Sängerin und Komponistin.

## Leben und Wirken
Moana wuchs in einem kleinen Dorf in der Nähe von Lenzburg auf. Schon als kleines Kind entdeckte sie ihre Stimme und sang im katholischen Mädchenchor. Mit neun Jahren begann sie Violine zu erlernen; als Schülerin spielte sie im Regionalen Jugendorchester Lenzburg, mit dem sie auf Konzerttourneen durch die Schweiz, Österreich und Ungarn ging, und im Jugendsinfonieorchester Biel. Daneben trat sie als Sängerin auf. Nach der Matura 2013 absolvierte sie zur Studienvorbereitung den Vorkurs an der Swiss Jazz School bei Virginia Beatrice und Stewy von Wattenwyl. Seit 2014 studierte sie Jazzgesang an der Musikhochschule Basel; nachdem sie dort 2017 den Bachelor of Arts in Music absolviert hatte, folgte 2019 ebenfalls in Basel der mit Exzellenz abgeschlossene Master in Musikpädagogik. Sie studierte unter anderem bei Efrat Alony, Lisette Spinnler, Jorge Rossy, Larry Grenadier, Adrian Mears und Andy Scherrer. 2019 reiste sie nach New York und Boston, wo sie unter anderem Privatunterricht bei Theo Bleckmann, Jeannette LoVetri, Thana Alexa und Jay Clayton nahm.
Ihr Debütalbum «Delicate» mit zahlreichen Eigenkompositionen nahm sie mit der Salome Moana Band und Gast Kira Linn im August 2019 auf. Es erschien im Oktober 2020 bei Unit Records.
Moana erhielt 2022 vom Kanton Solothurn einen Förderpreis für Musik. Weiterhin ist sie als Gesangspädagogin tätig.